# Un uomo a metà
Un uomo a metà è un film del 1966 diretto da Vittorio De Seta.

## Trama
Il giornalista Michele si ricovera in una clinica psichiatrica e ripensa alla sua vita e soprattutto al rapporto con la madre possessiva e il fratello egoista che hanno influenzato la sua neurosi e che gli impediscono di avere un rapporto sereno con le altre donne.

## Riconoscimenti
- 31ª Mostra internazionale d'arte cinematografica di Venezia: miglior interpretazione maschile (Jacques Perrin)